# Čepel listová
Čepel (lamina) je plochá lupenitá část listu, která slouží hlavně k výměně plynů s okolím („dýchání“), k fotosyntéze a k odpařování vody. Podle tvaru se čepele dělí na jednoduché (například lípa) a složené, kdy z jednoho řapíku vybíhá více než jeden lístek (například jasan). Složené mohou být dlanité, kde lístky vybíhají z jednoho místa, anebo zpeřené, kdy jsou v řadách podél osy. Listy různého tvaru mohou být celokrajné s hladkým okrajem, anebo na okraji zubaté, pilovité apod. 

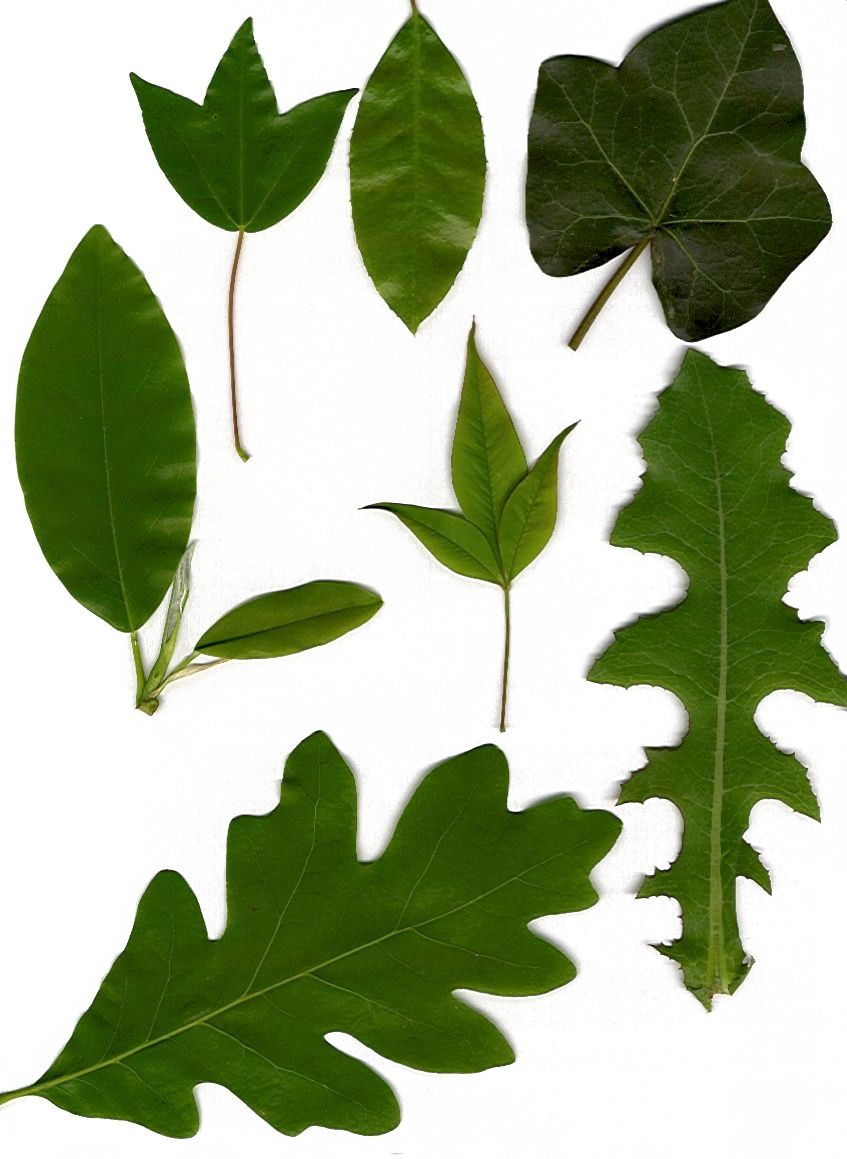
Čepele listů

## Povrch
Povrch čepele může být hladký, lesklý, pomoučený, žláznatý, chlupatý, atd. 
Čepel má zpravidla rozdílnou svrchní a spodní stranu (tzv. bifaciální list). Na spodní straně jsou obvykle průduchy, i když některé vzplývavé rostliny (leknín bílý Nymphaea alba nebo rdest vzplývavý Potamogeton natans) mají průduchy na svrchní straně. Ekvifaciální list je takový, který má obě strany čepele stejné, jako např. u ponořených vodních rostlin – vodní mor kanadský (Elodea canadensis). Unifaciální list je takový, jehož jedna strana čepele výrazně přerůstá druhou, takže se zdá, jako by měl jednu stranu – skřípina lesní (Scirpus sylvaticus).

## Jednoduché čepele

### Tvar čepele

Jednoduché listy: a) šídlovitý, b) čárkovitý, c) podlouhle kopinatý, d) kopinatý, e) zašpičatěle kopinatý, f) vejčitý, g) podlouhle vejčitý, eliptický, h) kopisťovitý, i) lžícovitý, j) vejčitý, vroubkovaný, k) okrouhlý, l) ledvinitý, m) klínovitý, n) srdčitý, zubatý, o) kosníkovitý, p) peřenodílný, s) střelovitý, t) trojboký, nepravidelně zubatý

Dle tvaru čepele se rozlišují např. listy: 
- čárkovitý (folium lineare, b),
- eliptický (f. ellipticum, g),
- hrálovitý (f. hastatum),
- jehlicovitý (f. acerosum, a),
- klínovitý (f. cuneatum),
- kopinatý (f. lanceolatum, d),
- kopisťovitý (f. spathulatum, h),
- kosníkovitý (f. trullatum, o),
- kosočtverečný (f. rhombeum),
- ledvinitý (f. reniforme, l),
- niťovitý (f. filiforme, a),
- obkopinatý (f. oblanceolatum),
- obsrdčitý (f. obcordatum), tj. obráceně srdčitý,
- obvejčitý (f. obovatum), tj. obráceně vejčitý,
- okrouhlý (f. rotundum, k),
- páskovitý (f. taeniiforme), podlouhlý (f. oblongum),
- srdčitý (f. cordatum, n),
- střelovitý (f. sagittatum, s),
- šídlovitý (f. subulatum),
- štětinovitý (f. setaceum),
- štítnatý (f. peltatum, k),
- trojúhelníkovitý (f. triangulum, t),
- vejčitý (f. ovatum, f).[1]

### Okraj
Podle okraje čepele se rozlišuje například list celokrajný (f. integerrimum), pilovitý (f. serratum), zubatý (f. dentatum), vroubkovaný (f. crenatum), vykrajovaný (f. repandum), vyhlodávaný (f. erosum). Typy mohou být dále jemněji členěny, případně kombinovány – jemně, ostře, hrotitě, žláznatě, dvakrát pilovitý atd.
Výraznější členění okraje může být dlanitě nebo zpeřeně laločnaté (do 1/3 šířky čepele), klané (do 1/2), dílné (do 2/3) a sečné (až téměř k ose).

Žilnatina listu: a) zpeřená, b) síťovitá, c) souběžná, d) dlanitě zpeřená, e) vějířovitá

### Žilnatina
S tvarem a členěním čepele souvisí i žilnatina (nervatura) listu, která může být síťovitá, souběžná, vějířovitá a jednou i vícekrát zpeřená.

## Složené čepele

Složené listy: a) dlanitě trojčetný, b) dlanitě mnohočetný, c) dlanitě dělený, d) sudozpeřený, e) sudozpeřený s úponkem, f) dvakrát zpeřený

### Zpeřené
List má centrální řapíkovou část, z níž vybíhají jednotlivé řapíčky ukončené malými čepelemi – lístky. Je zpravidla symetrický dle osy probíhající centrální částí.
Podle způsobu zakončení dělíme zpeřené listy na následující druhy:
- lichozpeřené, zakončené koncovým lístkem – jasan ztepilý (Fraxinus excelsior)
- sudozpeřené, které mají lístky pouze po stranách, koncový lístek je přeměněn např. na úponku – hrachor luční (Lathyrus pratensis)
- přetrhovaně lichozpeřené, kde se střídají výrazně větší a menší lístky – tužebník jilmový (Filipendula ulmaria)
- dvakrát zpeřený, pokud z hlavního vřetene listu (1. řádu) vyrůstají postranní listová vřetena (2. řádu) a teprve na nich jařma lístků, nazývá se list dvakrát zpeřený, např. u kapinice senegalské (Acacia senegal)

### Dlanitě složené
Řapík je zakončen více lístky vyrůstajícími z jednoho místa (podobně jako vějíř). Podle počtu takto rostoucích lístků se rozlišují listy:
- dlanitě trojčetné – jetel plazivý (Trifolium repens)
- dlanitě sedmičetné – jírovec maďal (Aesculus hippocastanea)
- dlanitě mnohočetný – lupina mnoholistá (Lupinus polyphyllus)[3]